# Lanzuela
Lanzuela település Spanyolországban, Teruel tartományban. Lanzuela Bádenas, Cucalón, Villahermosa del Campo és Fombuena községekkel határos. Lakosainak száma 24 fő (2024).

## Népesség
A település népessége az utóbbi években az alábbiak szerint változott:
| Lakosok száma | 36   | 31   | 26   | 28   | 28   | 30   | 27   | 22   | 25   | 24   |
|               | 2001 | 2004 | 2007 | 2009 | 2012 | 2014 | 2017 | 2019 | 2022 | 2024 |